# Caso comitativo
El caso comitativo (a veces llamado asociativo) es un caso gramatical que expresa la relación de compañía. Algunas de las lenguas en las que se emplea este caso son el finés, el vasco, el húngaro y el estonio.
En estonio, el comitativo se forma añadiendo el sufijo -ga al genitivo cuando el número es singular:
- nina (nominativo: «nariz») → nina (genitivo) → ninaga (comitativo: «con una nariz»)
- koer (nominativo: «perro») → koera (genitivo) → koeraga (comitativo: «con un perro»)

Además, si se añaden los sufijos -de y -ga al partitivo en plural: 
- leht (nominativo: «hoja de árbol, página») → lehte (partitivo) → lehtedega (comitativo: «con hojas»)
- kass (nominativo: «gato») → kassi (partitivo) → kassidega (comitativo: «con gatos»)

En estonio, el comitativo se emplea cuando se utiliza un utensilio - kirvega («con un hacha / utilizando un hacha») o para denotar transporte laevaga («en barca»).
En quechua, el comitativo se forma añadiendo el sufijo -wan al sustantivo:
- Torowanmi Llamkasaq (Trabajaré con mi toro)

De manera similar se emplea el sufijo -piwan el cual acompaña al pronombre personal:
- Ñuqapiwanmi risun (iremos conmigo)

- Datos: Q838581